# U-16-Fußball-Asienmeisterschaft 2021
Die 19. U-16-Fußball-Asienmeisterschaft (offiziell: 2021 AFC U-16 Championship) sollte vom 31. März bis zum 17. April 2021 in Bahrain ausgetragen werden, nachdem sie bereits zuvor vom 16. September bis zum 3. Oktober 2020 und dann vom 25. November bis zum 12. Dezember 2020 geplant war. Im Januar 2021 gab die AFC wegen der fortlaufenden Corona-Pandemie die Absage des Turniers bekannt.
Es sollten 16 Mannschaften zunächst in der Gruppenphase in vier Gruppen und danach im K.-o.-System gegeneinander antreten. Titelverteidiger wäre Japan gewesen. Das Turnier sollte als asiatische Qualifikation für die U-17-Fußball-Weltmeisterschaft 2021 in Peru dienen, für die sich die besten vier Mannschaften qualifiziert hätten. Die U-17-WM 2021 wurde allerdings ebenfalls abgesagt.

## Teilnehmer

### Qualifikation
Es meldeten sich alle 47 Mitgliedsverbände der AFC zur Teilnahme an. Die Auslosung der Gruppen fand am 9. Mai 2019 in Kuala Lumpur statt. Die Mannschaften wurden dabei nach ihrer geographischen Lage in die Westregion, bestehend aus West-, Zentral- und Südasien, und die Ostregion, bestehend aus Südost- und Ostasien, verteilt. Die Westregion setzte sich aus einer Gruppe mit fünf und fünf Gruppen mit je vier Mannschaften und die Ostregion aus zwei Gruppen mit je fünf und drei Gruppen mit je vier Mannschaften zusammen.
Die Gruppen wurden vom 14. bis zum 22. September 2019 als Miniturniere ausgetragen, bei denen je einer der Teilnehmer als Gastgeber einer Gruppe fungierte. Jede Mannschaft spielte einmal gegen jede andere ihrer Gruppe. Die elf Gruppensieger und die vier besten Zweitplatzierten qualifizierten sich für die Endrunde. Der Gastgeber aus Bahrain nahm ebenfalls an der Qualifikation teil, war aber automatisch für die Endrunde gesetzt.
Japan konnte sich zum insgesamt 16. Mal für die Endrunde qualifizieren und bleibt damit Rekordteilnehmer. Dicht dahinter folgen die regionalen Nachbarn Südkorea und China mit je 15 sowie mit jeweils 12 Teilnahmen der Iran und Nordkorea. Für Gastgeber Bahrain ist es die erste Teilnahme nach 2008 und für Katar die erste nach 2014. Auf der anderen Seite überstanden mit Afghanistan, dem Irak, Jordanien, Malaysia, Thailand sowie Vietnam sechs Teilnehmer von 2018 die Qualifikation nicht.

### Auslosung
Die Gruppenauslosung fand am 18. Juni 2020 in der malaysischen Hauptstadt Kuala Lumpur statt. Die Mannschaften wurden entsprechend ihren Platzierungen bei der letzten Austragung im September 2018 auf vier Lostöpfe verteilt und in vier Gruppen mit jeweils vier Mannschaften gelost. Gastgeber Bahrain war bereits als Gruppenkopf der Gruppe A gesetzt.
- Lostopf 1: Bahrain, Japan, Tadschikistan, Südkorea
- Lostopf 2: Australien, Nordkorea, Indonesien, Oman
- Lostopf 3: Indien, Iran, Jemen, Saudi-Arabien
- Lostopf 4: China, Usbekistan, Katar, Ver. Arab. Emirate

Die Gruppen waren wie folgt geplant:
| Gruppe A  | Gruppe B           | Gruppe C   | Gruppe D      |
| --------- | ------------------ | ---------- | ------------- |
| Bahrain   | Tadschikistan      | Südkorea   | Japan         |
| Nordkorea | Oman               | Australien | Indonesien    |
| Iran      | Jemen              | Indien     | Saudi-Arabien |
| Katar     | Ver. Arab. Emirate | Usbekistan | China         |

## Spielorte
Von der AFC die vier Stadien in den drei Städten Madinat Isa, al-Muharraq und Riffa als Spielorte genannt, von denen zwei im südlichen und das andere im Muharraq-Gouvernement lagen. Das Eröffnungsspiel wäre im al Muharraq Stadium und das Endspiel im Khalifa Sports City Stadium ausgetragen worden.
Alle drei Stadien hätten über eine Kapazität zwischen 10.000 und 30.000 Zuschauern verfügt. Das größte vorgesehene Stadion war das National Stadium mit einer Kapazität von 30.000 Zuschauern, das kleinste Stadion hingegen, das al Muharraq Stadium, hätte Platz für 10.000 Zuschauer geboten.
| Madinat Isa                                   | al-Muharraq                           | Riffa                              |
| --------------------------------------------- | ------------------------------------- | ---------------------------------- |
| Khalifa Sports City Stadium Kapazität: 20.000 | al Muharraq Stadium Kapazität: 10.000 | National Stadium Kapazität: 30.000 |
|                                               |                                       | National Stadium                   |